# Zatxérnaia
Zatxérnaia (en rus: Зачерная) és un poble del krai de Perm, a Rússia, que pertany al districte rural de Bolxessosnovski. El 2010 tenia 76 habitants.